# Cecilia Cole
Cecilia Cole (1919/1920 - 2 de julho de 2006) foi uma política do Gabão que serviu como Vice-Presidente da Assembleia Nacional. Foi a primeira mulher a ocupar esta posição no seu país.